# 그랑블루 (만화)
그랑블루(일본어: ぐらんぶる, Grand Blue) 또는 그랑블루 드리밍(Grand Blue Dreaming)은 이노우에 겐지가 쓰고 요시오카 기미타케가 그린 일본 만화 시리즈이다. 고단샤의 청년 만화 잡지 굿! 애프터눈을 통해 2014년 4월부터 연재되고 있다. Zero-G의 일본의 애니메이션 각색판 TV 시리즈가 2018년 7월부터 9월까지 MBS 텔레비전을 통해 방영되었다. 실사화 영화판은 2020년 8월 개봉하였다.